# Unsent

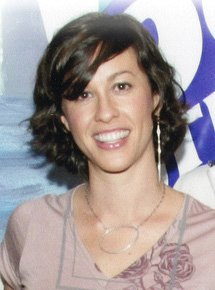
Alanis Morissette

Unsent è un singolo della cantante canadese Alanis Morissette, pubblicato nel 1999 ed estratto dall'album Supposed Former Infatuation Junkie.

## Tracce
- CD

1. Unsent (album version) – 4:08
2. Are You Still Mad? (BBC/Radio One live) – 3:59
3. London (Bridge School Benefit live) – 4:46